# San Antonio, Bắc Samar

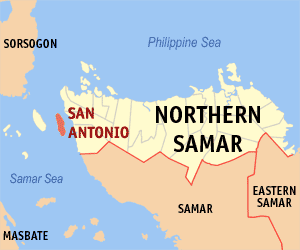
Bản đồ Northern Samar với vị trí của San Antonio

San Antonio là một đô thị hạng 5 ở tỉnh Bắc Samar, Philippines. Theo điều tra dân số năm 2000, đô thị này có dân số 7.915 người trong 1.667 hộ.

## Barangay
San Antonio được chia thành 10 barangay.
- Ward I (Pob.)
- Ward II (Pob.)
- Ward III (Pob.)
- Burabod
- Dalupirit
- Manraya
- Pilar
- Rizal
- San Nicolas
- Vinisitahan